# Acaulimalva glandulifera
Acaulimalva glandulifera är en malvaväxtart som beskrevs av Antonio Krapovickas. Acaulimalva glandulifera ingår i släktet Acaulimalva och familjen malvaväxter. Inga underarter finns listade i Catalogue of Life.